# MIPS-X
MIPS-X는 스탠포드 대학의 MIPS와 MIPS 아키텍처 프로젝트에서 파생되어 개발된 마이크로프로세서와 명령어 셋 아키텍처이다. 이 프로젝트는 방위 고등 연구 계획국(Defense Advanced Research Projects Agency)의 지원으로 1984년 시작되어 1986 - 87년 최종 문서 형태로 발표되었다.
사촌뻘인 MIPS와 다르게 MIPS-X는 워크스테이션 CPU에 사용된 적은 없지만 IIT(Integrated Information Technology)가 개발한 디지털 비디오 용도의 임베디드 칩에서 찾아볼 수 있다.
MIPS-X는 MIPS R-시리즈와 명령어 호환성은 없지만 같은 팀에서 설계했기 때문에 매우 비슷하다. 이 프로세서의 세부 사항은 베일에 가려져 있는데 그린힐 소프트웨어 같은 특별한 개발사에게만 지원이 되었으며 GCC의 지원 프로세서에도 빠져 있다.
MIPS-X는 DVD 플레이어 펌웨어 해커들 사이에서 유명한데 많은 저가형 DVD 플레이어에서 IIT가 설계한(ESS Technology Inc에서 생산, 판매) CPU와 MPEG-2 디코더가 통합된 칩을 사용하기 때문이다.
프로그래머 매뉴얼에는 hsc(halt and spontaneously combust) 명령어가 표시되어 있는데 이 명령어는 NSA 버전 프로세서에만 있는 것으로 보호 위반(protection violation)이 발생할 경우 실행된다. 다른 플랫폼에서 이와 같은 명령어는 Halt and Catch Fire로 알려져 있다.